# Cantón de Saint-Galmier
El cantón de Saint-Galmier era una división administrativa francesa, que estaba situada en el departamento de Loira y la región de Ródano-Alpes.

## Composición
El cantón estaba formado por once comunas:
- Andrézieux-Bouthéon
- Aveizieux
- Bellegarde-en-Forez
- Chambœuf
- Cuzieu
- Montrond-les-Bains
- Rivas
- Saint-André-le-Puy
- Saint-Bonnet-les-Oules
- Saint-Galmier
- Veauche

## Supresión del cantón de Saint-Galmier
En aplicación del Decreto n.º 2014-260 de 26 de febrero de 2014, el cantón de Saint-Galmier fue suprimido el 22 de marzo de 2015 y sus 11 comunas pasaron a formar parte del nuevo cantón de Andrézieux-Bouthéon.